# Махмуд Ґендуз
Махмуд Ґендуз (араб. محمود قندوز, нар. 24 лютого 1953, Алжир) — алжирський футболіст, що грав на позиції захисника. По завершенні ігрової кар'єри — футбольний тренер. Наразі очолює тренерський штаб команди «Markaz Shabab Al-Am'ari».

## Клубна кар'єра
У дорослому футболі дебютував 1979 року виступами за команду клубу «Хуссейн Дей», в якій провів п'ять сезонів, вигравши у сезоні 1978/79 Кубок Алжиру.

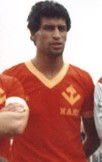
Махмуд Ґендуз у 1977 році

Протягом 1984—1985 років захищав кольори французького клубу «Мартіг» з Дивізіону 2.
1985 року повернувся на батьківщину у клуб «Ель-Біар», де і завершив професійну кар'єру футболіста у 1987 році.

## Виступи за збірну
1977 року дебютував в офіційних матчах у складі національної збірної Алжиру.
У складі збірної був учасником Кубка африканських націй 1980 року у Нігерії, де разом з командою здобув «срібло», чемпіонату світу 1982 року в Іспанії та чемпіонату світу 1986 року у Мексиці. Крім того 1980 року виступав у складі олімпійської збірної Алжиру на олімпійському футбольному турнірі в СРСР, де «лиси пустелі» змогли вийти з групи.
Протягом кар'єри у національній команді, яка тривала 10 років, провів у формі головної команди країни 75 матчів, забивши 4 голи.

## Кар'єра тренера
Розпочав тренерську кар'єру, повернувшись до футболу після тривалої перерви, 1998 року, очоливши тренерський штаб клубу «Мартіг». У першому сезоні Махмуд працював у парі з Івом Ербе, після чого очолив команду одноосібно.
Згодом очолював тренерський штаб ліванської команди «Неджмех».

## Титули і досягнення
- Володар Кубка Алжиру: 1978/79
- Срібний призер Кубка африканських націй: 1980
- Бронзовий призер Кубка африканських націй: 1984